# Vuelta a la Provincia de Valencia
A Volta à Província de Valência (em valenciano: Vuelta a la Provincia de Valencia) é uma competição ciclista amador por etapas que se celebra na província espanhola de Valência, durante o mês de setembro.

## Palmarés
| Ano  | Ganhador        | Segundo             | Terceiro           |
| ---- | --------------- | ------------------- | ------------------ |
| 2011 | José Belda      | Gastón Agüero       | Oriol Colomé       |
| 2012 | Carlos Oyarzún  | Víctor Martín       | Sebastián Tamayo   |
| 2013 | Iván Martínez   | Jordi Simón         | Higinio Fernández  |
| 2014 | Israel Nuño     | Steven Calderón     | Piotr Havik        |
| 2015 | Martijn Budding | Mikel Iturria       | Joris Nieuwenhuis  |
| 2016 | Nicolas Sessler | Sergio Martín       | Takeaki Amezawa    |
| 2017 | Erlend Sor      | Alexander Grigoriev | Sergio Samitier    |
| 2018 | Savva Novikov   | José Félix Parra    | Antonio Jesús Soto |
| 2019 | Simon Carr      | Carlos Rodríguez    | Adrià Moreno       |

## Palmarés por países
| País          | Vitórias |
| ------------- | -------- |
| Espanha       | 3        |
| Chile         | 1        |
| Brasil        | 1        |
| Países Baixos | 1        |
| Rússia        | 1        |
| Noruega       | 1        |
| Reino Unido   | 1        |